# Solisko (Góry Czerchowskie)
Solisko (1057 m) – szczyt w środkowej części Gór Czerchowskich we wschodniej Słowacji.  Na szczycie polana. Punkt widokowy.

## Szlak turystyczny
niebieski: wieś Pusté Pole – wieś Kyjov – przełęcz Pod Minčolom – Lazy – Minčol – Hyrová – przełęcz Ždiare – Forgáčka – Dvoriská – Hrašovík – przełęcz Priehyby – Solisko – przełęcz Lysina – Veľká Javorina – Čergov – przełęcz Čergov – wieś Osikov – wieś Vaniškovce